# Estadio Nuevo José Zorrilla
Het Estadio Municipal José Zorrilla is een voetbalstadion in Valladolid, dat plaats biedt aan 26.512 toeschouwers. De bespeler van het stadion is Real Valladolid. 
Het stadion werd gebouwd in 1982 en het is vernoemd naar de Spaanse dichter José Zorrilla. De eerste wedstrijd gespeeld in dit stadion was op 20 februari 1982 tussen Real Valladolid en Athletic Bilbao. De thuisploeg won met 1-0 door een doelpunt van Jorge Alonso. De Spaanse bekerfinale van dat jaar vond ook in Valladolid plaats en op het WK van 1982 werden er drie groepswedstrijden gespeeld in Valladolid. Momenteel zijn er plannen om het stadion uit te breiden naar 40.000 supporters.

## WK interlands
| №  | Datum        | Wedstrijd                     | Uitslag | Competitie                | Toeschouwers |
| -- | ------------ | ----------------------------- | ------- | ------------------------- | ------------ |
| 1  | 17 juni 1982 | Tsjecho-Slowakije – Koeweit   | 1 – 1   | WK 1982 1e Groepsfase (D) | 25.000       |
| 2  | 21 juni 1982 | Frankrijk – Koeweit           | 4 – 1   | WK 1982 1e Groepsfase (D) | 30.043       |
| 3. | 24 juni 1982 | Frankrijk – Tsjecho-Slowakije | 1 – 1   | WK 1982 1e Groepsfase (D) | 28.000       |